# Maria Kowalsky
Maria Kowalsky (* 12. Dezember 1974 in Hamburg) ist eine deutsche Schauspielerin.

## Leben
Maria Kowalsky absolvierte von 1996 bis 2000 ihre Schauspielausbildung an der Hochschule für Schauspielkunst „Ernst Busch“ Berlin. Es folgte 2001 ein Filmschauspielseminar bei der Coaching Company mit Rolf Liccini, der sie 2002 für Ein Fall für Zwei, Balko und 2005 für Die Kommissarin besetzte und ein Filmpräsenz-Seminar bei Cecilia De Rico, The Studio, L.A. Kowalskys Laufbahn als Schauspielerin begann bereits vor ihrer Ausbildung zur Filmschauspielerin am Theater. Sie spielte 1994 am Hamburger Schauspielhaus in Festung unter der Regie von Wilfried Minks und 1996 in der Produktion Die Mama und die Hure am Thalia Theater unter der Regie von Jürgen Gosch.
Ihre erste Filmrolle hatte Kowalsky 1997 in Die Bubi-Scholz-Story in der Regie von Roland Suso Richter. Es folgten diverse Episodenhauptrollen in deutschen Fernsehserien und Reihen wie Balko, Alarm für Cobra 11 – Die Autobahnpolizei, Abschnitt 40 und Tatort.

## Filmografie
- 1997: Die Bubi-Scholz-Story
- 1998: Ran an den Speck
- 1999: Happy Birthday
- 2000: Alarm für Cobra 11 – Die Autobahnpolizei (Fernsehserie, Folge: Janina)
- 2000: Herzschlag
- 2000: Wolffs Revier
- 2000: Tatort
- 2001: Tatort: Berliner Bärchen
- 2002: Nicht ohne meinen Anwalt
- 2002: Ein Fall für Zwei (Fernsehserie) – Unter Freunden
- 2002: Balko
- 2003: Die Ärztin
- 2003: Die Quittung
- 2004: Das Schwalbennest
- 2004: Der Bulle von Tölz: Wenn die Masken fallen
- 2005: Die Kommissarin – Das Attentat
- 2006: Zucker im Blut
- 2006: Abschnitt 40
- 2006: Kein freier Tag
- 2007: SOKO Köln – Gefrorene Tränen
- 2007: Jesus Light
- 2008: Kriminaldauerdienst
- 2008: Hundebiss
- 2010: Nach Hause telefonieren
- 2010: Rotkäppchen und der Unsichtbare